# The Best Damn Thing
The Best Damn Thing je tretji glasbeni album kanadske pevke in tekstopiske Avril Lavigne. Izšel je 13. aprila 2007 preko založbe RCA Records. Po podatkih organizacije International Federation of the Phonographic Industry (IFPI) je album The Best Damn Thing četrti najbolje prodajan album na svetu in najbolje prodajan album glasbene založbe Sony BMG leta 2007. Albumu je 15. junija 2007 organizacija RIAA podelila platinasto certifikacijo in po svetu prodal več kot 6 milijonov izvodov. Eksplicitne različice albuma so izšle, ko je Avril Lavigne podpisala pogodbo z založbo Parental Advisory; kmalu so v omejeni izdaji izdali še razširjeno različico albuma.
Album je tretji zaporedni album Avril Lavigne, ki je zasedel prvo mesto na britanski glasbeni lestvici in drugi na lestvici Billboard 200, zasedel pa je tudi prvo mesto na lestvicah v še mnogih drugih državah. Prvi singl z albuma, »Girlfriend«, je zasedel vrh na lestvicah v več kot dvanajstih različnih državah, vključno z ameriško lestvico Billboard Hot 100. Poleg tega je Avril Lavigne preko albuma The Best Damn Thing izdala še štiri single, med drugim tudi tematsko pesem filma Eragon, »Keep Holding On«.

## Glasbeni stil in žanr
Med turnejo je Avril Lavigne dejala, da najraje nastopa s hitrejšimi pesmimi, kot je »Sk8er Boi«. Zaradi tega se je odločila, da album The Best Damn Thing ne bo vključeval veliko pesmi z zmernim tempom, temveč več energičnih pesmi.
Avril Lavigne je album opisala kot »hitro, zabavno, najstniško, mlado, rock, igrivo, agresivno, samozavestno in nekoliko samovšečno delo ... vse v dobrem smislu.« Dejala je, da veliko pesmi z albuma zanjo ni imelo globljega pomena: »Ne govorijo o osebnih rečeh, ki jih prestajam. To so samo pesmi.« Album so producirali Dr. Luke, Butch Walker, Avril Lavigne sama in njen takratni mož, pevec skupine Sum 41, Deryck Whibley. Travis Barker iz glasbenih skupin Blink-182 in +44 je posnel nekaj bobnarskih točk za pesmi z albuma, tako kot Josh Freese, saj produkcijska skupina Avril Lavigne ni mogla doseči sporazuma z bobnarjem Daveom Grohlom, s katerim je Avril Lavigne želela sodelovati na začetku.
Kot njeni prejšnji albumi tudi album The Best Damn Thing sestavljajo različne glasbene zvrsti. Album The Best Damn Thing so opisali kot teen pop, pop, pop rock, powerpop, alternativni rock, pop punk, punk in rock album.

## Promocija
Prvi singl z albuma, pesem »Girlfriend«, so na začetku nameravali izdati 29. januarja 2007, vendar je zaradi takratne popularnosti pesmi »Keep Holding On« na radiu izšla kasneje. Singl se je 6. februarja tistega leta premierno predvajal na ottawski radijski postaji HOT 89.9, 26. februarja pa so izdali še videospot pesmi. Njen bivši kitarist Evan Taubenfeld je na svojem blogu na MySpaceu omenil, da se pojavi v videospotu. Po uspehu pesmi »Girlfriend« se je Avril Lavigne odločila, da jo bo posnela še v šestih drugih jezikih; nazadnje so refren prevedli v španščino, portugalščino, mandarinščino, nemščino, francoščino in italijanščino. Pesem »Keep Holding On« je kasneje izšla tudi na soundtracku filma Eragon.
Avril Lavigne je kmalu po izidu albuma pričela z manjšo turnejo za promocijo albuma The Best Damn Thing. Koncertov so se lahko udeležili samo člani njenega kluba oboževalcev. S turnejo je pričela v Calgaryju, Alberta, kjer je nastopila pred približno 200 ljudmi. Kasneje so 2. aprila 2007 koncert v Calgaryju predvajali tudi na televiziji, in sicer na kanalu CBC Network. Na turneji je izvajala samo pesmi z albuma The Best Damn Thing, kasneje pa je nastopila še v Los Angelesu, Parizu in Madridu. Poleg tega je v New York Cityju in Hollywoodu ob izidu albuma organizirala podpisovanje avtogramov.
18. februarja 2007 je AOL Music izdal odlomke pesmi »Everything Back But You«, »I Can Do Better« in »When You're Gone« Pesem »Alone« (B-stran singla »Girlfriend«) je 29. marca 2007 izšla na iTunesu v Avstraliji in na Novi Zelandiji. 14. aprila 2007 je ottawska radijska postaja HOT 89.9 ob 18:00 pričela predvajati vse pesmi z albuma.
Avril Lavigne se je promocije albuma The Best Damn Thing lotila nekaj dni pred izidom, ko je pričela nastopati v oddajah Saturday Night Live, Late Show with David Letterman, TRL, The Ellen DeGeneres Show, Live with Regis and Kelly in The Tonight Show with Jay Leno.
11. septembra 2007 je Avril Lavigne nastopila v zadnji epizodi kanadske oddaje Kanadski idol, kjer je nastopila s pesmimi »Hot« in »When You're Gone«. V oddaji je oznanila, da bo album promovirala tudi z večjo turnejo.
Avril Lavigne je v sklopu promocije albuma The Best Damn Thing pričela sodelovati tudi s spletno stranjo Stardoll. Oblikovala je lastno »lutko« in deset minut odgovarjala na vprašanja svojih oboževalcev. Na spletni strani je pričela tudi z lastno kolumno in izdala nekaj kosov iz linije oblačil Abbey Dawn.

### Turneje
Čez celo leto 2007 je Avril Lavigne album The Best Damn Thing promovirala s turnejo The Best Damn Thing Promotional Tour, v sklopu katere je nastopala predvsem na televizijskih koncertih za kanale CBC in MTV v Kanadi in Parizu. Zaigrala je tudi na treh koncertih v živo v Mehiki in na koncertih v Rimu, Hong Kongu in Rusiji ter prvič v svoji karieri nastopila na Kitajskem; koncert v Shanghaiju, kjer je nastopila, je bil razprodan. Kasneje je v Evropi nastopila še na najrazličnejših poletnih festivalih. V Aziji je nastopila na poletnem festivalu Sonic v Osaki, Japonska, na koncu leta pa je pričela s turnejo Jingle Bell Christmas Tour.
Kasneje je Avril Lavigne organizirala turnejo The Best Damn Tour in od 5. marca do 6. oktobra 2008 nastopila na okoli 110 koncertih. V sklopu turneje je med marcem in majem nastopala predvsem na koncertih v severnoameriških mestih, od maja do julija je nastopala po Evropi, julija se je vrnila v Združene države Amerike in Kanado, kjer je ostala do avgusta, med avgustom in oktobrom pa je nastopala predvsem po Aziji. Na severnoameriškem delu njene turneje so jo kot spremljevalni glasbeniki spremljali člani glasbene skupine Boys Like Girls, v Evropi pa glasbena skupina Jonas Brothers. Poleg tega so jo občasno spremljale še glasbene skupine, kot sta Double Faced Eels in The Midway State. Na turneji je izvajala predvsem pesmi z albuma The Best Damn Thing, a je nekajkrat nastopila tudi s starejšimi singli z albumov Let Go in Under My Skin. 9. septembra 2009 so izdali DVD iz koncerta v živo, imenovan The Best Damn Tour - Live in Toronto.
Avril Lavigne na začetku niso pustili organizirati koncerta v Maleziji, saj naj bi bila »preveč seksi«. Kakorkoli že, nazadnje ji je 29. avgusta 2008 vlada države vseeno pustila nastopiti.
Avril Lavigne je zaradi »akutnega laringitisa« odpovedala severnoameriški koncert 8. novembra. Istega dne je odpovedala tudi koncert v Barceloni, Španija in tako prenehala s turnejo.

### Singli
Prvi singl z albuma, pesem »Girlfriend«, je produciral Dr. Luke in takoj ob izidu je postala globalna uspešnica, saj je zasedla prvo mesto na lestvici Billboard Hot 100. Vrh lestvic je singl zasedel še na dvanajstih drugih lestvicah povsod po svetu, med drugim tudi v Avstraliji, Kanadi in na Japonskem. Singl je postal najbolje prodajana pesem leta 2007. Videospot za pesem je do julija 2008 veljal za največkrat ogledani posnetek na YouTubeu. Posnela je tudi remix pesmi z raperko Lil Mamo.
Kot drugi singl z albuma so izdali pesem »When You're Gone«. Power pop balada, ki so jo izdali 19. julija 2007, ko je singl »Girlfriend« še vedno zasedal mesta mnogih lestvic, je do konca poletja postala svetovna uspešnica. Zasedla je četrto mesto na evropski glasbeni lestvici, eno izmed prvih tridesetih mest na lestvici Billboard Hot 100 in eno izmed prvih dvajsetih mest na lestvicah v trinajstih drugih državah. Preko razširjene verzije albuma The Best Damn Thing so izdali še akustična različica pesmi.
Pesem »Hot« so oktobra 2007 izdali kot tretji singl z albuma. Pesem sta napisala Avril Lavigne in Evan Taubenfeld in Avril Lavigne je dejala, da je to njena najbolj osebna pesem s tega albuma. V besedilu pevka poje o fantu, zaradi katerega ji »postane vroče«, videospot za pesem pa so opisali kot najprivlačnejši videospot v njeni karieri. Pesem »Hot« je postala najmanj uspešna pesem Avril Lavigne v Združenih državah Amerike, saj je na lestvici Billboard Hot 100 zasedla le petindevetdeseto mesto. Kljub temu se je uvrstil med prvih deset pesmi na japonski in kanadski lestvici ter med prvih dvajset pesmi na avstralski lestvici. Posneli so tudi japonsko različico pesmi, kjer so refren zapeli v mandarinščini. Kot četrti singl z albuma so 13. julija 2008 izdali pesem »The Best Damn Thing«, ki jo je produciral Butch Walker. V Italiji in Kanadi so kot radijski singl izdali še pesem »Innocence«.

## Sprejem kritikov
Na začetku so glasbeni kritiki albumu The Best Damn Thing dodeljevali predvsem pozitivne ocene. Kritiki s spletne strani Metacritic so mu dodelili povprečno oceno, saj je na podlagi devetnajstih ocen dobila 66 od 100 točk. Novinar revije The New York Times je o albumu napisal: »Vsaka beseda in vsak ton s tretjega glasbenega albuma Avril Lavigne vodi k nekemu skupnemu cilju.« Spletna stran Allmusic je albumu dodelila 4,5 točke od 5 točk in zraven je kritik s strani napisal: »Album predstavlja soundtrack najstnikom in užitek vsem drugim.« Novinar revije PopMatters je v svoji oceni albuma napisal: »Tu je torej Avril, še vedno nezgrešljiva znanilka smrti bubblegum popu.« Novinar revije Jam! je o pesmih z albuma napisal: »Pesmi so pravzaprav namenjene samo enkratnim poslušalcem.« Novinar revije The Guardian je album označil za »zmagoslavno vrnitev«.

### Obtožbe plagiatorstva
25. maja 2007 sta tekstopisca James Gangwer in Tommy Dunbar Avril Lavigne, njenega partnerja pri pisanju besedil, Lukasza Gottwalda, organizacijo Almo Music in založbo RCA Records tožila, saj naj bi pesem »Girlfriend« vključevala dele pesmi »I Wanna Be Your Boyfriend« glasbene skupine The Rubinoos, izdane leta 1978 preko založbe Beserkley Records. Januarja 2008 so s tožbo zaključili in Avril Lavigne in Lukasz Gottwald oproščena vseh obtožb.
Junija 2007 je kanadska pevka in tekstopiska Chantal Kreviazuk, s katero je Avril Lavigne napisala veliko pesmi za svoj drugi glasbeni album, Under My Skin, v intervjuju z revijo Performing Songwriter spregovorila o njeni delovni etiki in sposobnosti pisanja besedil. Chantal Kreviazuk je trdila, da je pesem »Contagious« temeljila na posnetku, ki ji ga je poslala leta 2005. 6. julija 2007 je Avril Lavigne v odprtem pismu, objavljenem na svoji spletni strani, te obtožbe zanikala. Chantal Kreviazuk je grozila s tožbo, zato se ji je kmalu zatem opravičila in preklicala obtožbe.

## Dosežki na lestvicah
Album The Best Damn Thing je v prvih nekaj urah od izida v Združenem kraljestvu prodal več kot 19.000 izvodov in nazadnje v prvem tednu prodal več kot 60.000 izvodov. Postal je prvi album Avril Lavigne, ki je zasedel prvo mesto na britanski glasbeni lestvici. Poleg tega je debitiral na prvem mestu lestvice Billboard 200 z okoli 289.000 prodanimi izvodi v Združenih državah Amerike v prvem tednu od izida, kar pa je bilo manj, kot njegov predhodnik, album Under My Skin, ki je v prvem tednu od izida prodal 381.000 izvodov. Po albumu Under My Skin je to postal drugi album, ki je zasedel prvo mesto ameriške glasbene lestvice. Na prvem mestu lestvice je ostal tudi naslednji teden, ko je prodal 121.000 izvodov.
Tudi na kanadski glasbeni lestvici je album s 68.000 prodanimi izvodi, malo manj, kot album Under My Skin, debitiral na prvem mestu. Album je v Kanadi nazadnje prodal več kot 320.000 izvodov. Na avstralski lestvici je album The Best Damn Thing z več kot 35.000 prodanimi izvodi v prvem tednu od izida debitiral na drugem mestu in nazadnje prejel zlato certifikacijo s strani organizacije Australian Recording Industry Association (ARIA); to je bil prvi album Avril Lavigne, ki na avstralski lestvici ni zasedel prvega mesta. Od takrat je s strani organizacije ARIA prejel že dvakratno platinasto certifikacijo.
Na japonski lestvici je album ob izidu zasedel drugo mesto. V drugem tednu od izida, po nastopu Avril Lavigne v oddaji Music Station, se je z več kot 120.000 prodanimi izvodi povzpel na prvo mesto. S tem je postal njen drugi album, ki je na Japonskem zasedel prvo mesto. Do konca leta je na Japonskem prodal več kot 900.000 izvodov in tako postal tretji najbolje prodajani album leta in edini album samostojnega ustvarjalca med prvimi petindvajsetimi najbolje prodajanimi albumi. Na španski glasbeni lestvici je album The Best Damn Thing debitiral na devetem mestu, kar je bilo nižje od albuma Under My Skin, ki je tam debitiral na prvem mestu. Album je debitiral na prvem mestu na lestvicah v več kot dvajsetih različnih državah in v prvem tednu od izida po svetu prodal več kot 784.000 izvodov.

## Seznam pesmi
| Št. | Naslov                    | Pisec                             | Producent(i)   | Dolžina |
| --- | ------------------------- | --------------------------------- | -------------- | ------- |
| 1.  | „Girlfriend‟              | Avril Lavigne, Lukasz Gottwald    | Dr. Luke       | 3:37    |
| 2.  | „I Can Do Better‟         | Lavigne, Gottwald                 | Dr. Luke       | 3:17    |
| 3.  | „Runaway‟                 | Lavigne, Gottwald, Kara DioGuardi | Dr. Luke       | 3:48    |
| 4.  | „The Best Damn Thing‟     | Lavigne, Butch Walker             | Butch Walker   | 3:10    |
| 5.  | „When You're Gone‟        | Lavigne, Walker                   | Butch Walker   | 4:00    |
| 6.  | „Everything Back but You‟ | Lavigne, Walker                   | Butch Walker   | 3:03    |
| 7.  | „Hot‟                     | Lavigne, Evan Taubenfeld          | Dr. Luke       | 3:23    |
| 8.  | „Innocence‟               | Lavigne, Taubenfeld               | Rob Cavallo    | 3:53    |
| 9.  | „I Don't Have to Try‟     | Lavigne, Gottwald                 | Dr. Luke       | 3:17    |
| 10. | „One of Those Girls‟      | Lavigne, Taubenfeld               | Deryck Whibley | 2:56    |
| 11. | „Contagious‟              | Lavigne, Taubenfeld               | Deryck Whibley | 2:10    |
| 12. | „Keep Holding On‟         | Lavigne, Gottwald                 | Dr. Luke       | 4:00    |

| iTunesova predhodna izdaja s pesmimi | iTunesova predhodna izdaja s pesmimi | iTunesova predhodna izdaja s pesmimi | iTunesova predhodna izdaja s pesmimi |
| Št.                                  | Naslov                               | Pisec                                | Dolžina                              |
| ------------------------------------ | ------------------------------------ | ------------------------------------ | ------------------------------------ |
| 13.                                  | „I Will Be‟                          | Lavigne, Max Martin, Gottwald        | 3:59                                 |

| iTunesova izdaja z dodatnimi pesmimi | iTunesova izdaja z dodatnimi pesmimi               | iTunesova izdaja z dodatnimi pesmimi | iTunesova izdaja z dodatnimi pesmimi |
| Št.                                  | Naslov                                             | Pisec                                | Dolžina                              |
| ------------------------------------ | -------------------------------------------------- | ------------------------------------ | ------------------------------------ |
| 13.                                  | „When You're Gone‟ (akustična različica)           | Lavigne, Walker                      | 3:58                                 |
| 14.                                  | „I Can Do Better‟ (akustična različica)            | Lavigne, Gottwald                    | 3:39                                 |
| 15.                                  | „Girlfriend‟ (remix The Submarines' Time Warp '66) | Lavigne, Gottwald                    | 3:11                                 |
| 16.                                  | „Girlfriend‟ (videospot)                           |                                      |                                      |

| Japonska izdaja z dodatnimi pesmimi | Japonska izdaja z dodatnimi pesmimi | Japonska izdaja z dodatnimi pesmimi | Japonska izdaja z dodatnimi pesmimi |
| Št.                                 | Naslov                              | Pisec                               | Dolžina                             |
| ----------------------------------- | ----------------------------------- | ----------------------------------- | ----------------------------------- |
| 13.                                 | „Alone‟                             | Lavigne, Martin, Gottwald           | 3:14                                |
| 14.                                 | „Girlfriend‟ (videospot)            |                                     |                                     |

| Japonska izdaja z dodatnimi pesmimi iz turneje | Japonska izdaja z dodatnimi pesmimi iz turneje | Japonska izdaja z dodatnimi pesmimi iz turneje | Japonska izdaja z dodatnimi pesmimi iz turneje |
| Št.                                            | Naslov                                         | Pisec                                          | Dolžina                                        |
| ---------------------------------------------- | ---------------------------------------------- | ---------------------------------------------- | ---------------------------------------------- |
| 13.                                            | „Alone‟                                        | Lavigne, Martin, Gottwald                      | 3:14                                           |
| 14.                                            | „Sk8er Boi‟ (v živo)                           | Lavigne, The Matrix                            | 4:09                                           |
| 15.                                            | „Adia‟ (v živo)                                | Pierre Marchand, Sarah McLachlan               | 3:42                                           |

| Japonska izdaja z DVD-jem iz turneje | Japonska izdaja z DVD-jem iz turneje                    | Japonska izdaja z DVD-jem iz turneje |
| Št.                                  | Naslov                                                  | Dolžina                              |
| ------------------------------------ | ------------------------------------------------------- | ------------------------------------ |
| 1.                                   | „Girlfriend‟ (videospot)                                |                                      |
| 2.                                   | „Girlfriend (Dr. Lukeov remix z Lil' Mamo)‟ (videospot) |                                      |
| 3.                                   | „When You're Gone‟ (videospot)                          |                                      |
| 4.                                   | „Hot‟ (videospot)                                       |                                      |
| 5.                                   | „The Best Damn Thing‟ (videospot)                       |                                      |
| 6.                                   | „Snemanje: The Best Damn Thing‟                         |                                      |
| 7.                                   | „Snemanje: Girlfriend‟                                  |                                      |

| Omejena izdaja z dodatnimi pesmimi | Omejena izdaja z dodatnimi pesmimi                 | Omejena izdaja z dodatnimi pesmimi | Omejena izdaja z dodatnimi pesmimi | Omejena izdaja z dodatnimi pesmimi |
| Št.                                | Naslov                                             | Pisec                              | Producent(i)                       | Dolžina                            |
| ---------------------------------- | -------------------------------------------------- | ---------------------------------- | ---------------------------------- | ---------------------------------- |
| 13.                                | „Alone‟                                            | Lavigne, Martin, Gottwald          | Dr. Luke                           | 3:14                               |
| 14.                                | „I Will Be‟                                        | Lavigne, Martin, Gottwald          | Dr. Luke                           | 3:59                               |
| 15.                                | „I Can Do Better‟ (akustična različica)            | Lavigne, Gottwald                  | Dr. Luke                           | 3:39                               |
| 16.                                | „Girlfriend‟ (remix The Submarines' Time Warp '66) | Lavigne, Gottwald                  | Dr. Luke                           | 3:11                               |
| 17.                                | „Girlfriend‟ (Dr. Lukeov remix z Lil' Mamo)        | Lavigne, Gottwald                  | Dr. Luke                           | 3:24                               |

| Omejena tajska izdaja z dodatnimi pesmimi | Omejena tajska izdaja z dodatnimi pesmimi   | Omejena tajska izdaja z dodatnimi pesmimi | Omejena tajska izdaja z dodatnimi pesmimi |
| Št.                                       | Naslov                                      | Pisec                                     | Dolžina                                   |
| ----------------------------------------- | ------------------------------------------- | ----------------------------------------- | ----------------------------------------- |
| 13.                                       | „Alone‟                                     | Lavigne, Martin, Gottwald                 | 3:14                                      |
| 14.                                       | „I Will Be‟                                 | Lavigne, Martin, Gottwald                 | 3:59                                      |
| 15.                                       | „I Can Do Better‟ (akustična različica)     | Lavigne, Gottwald                         | 3:39                                      |
| 16.                                       | „Girlfriend‟ (verzija v mandarinščini)      | Lavigne, Gottwald                         | 3:37                                      |
| 17.                                       | „Girlfriend‟ (Dr. Lukeov remix z Lil' Mamo) | Lavigne, Gottwald                         | 3:24                                      |

| Omejena japonska izdaja z dodatnimi pesmimi | Omejena japonska izdaja z dodatnimi pesmimi | Omejena japonska izdaja z dodatnimi pesmimi | Omejena japonska izdaja z dodatnimi pesmimi |
| Št.                                         | Naslov                                      | Pisec                                       | Dolžina                                     |
| ------------------------------------------- | ------------------------------------------- | ------------------------------------------- | ------------------------------------------- |
| 13.                                         | „Alone‟                                     | Lavigne, Martin, Gottwald                   | 3:14                                        |
| 14.                                         | „I Will Be‟                                 | Lavigne, Martin, Gottwald                   | 3:59                                        |
| 15.                                         | „I Can Do Better‟ (akustična različica)     | Lavigne, Gottwald                           | 3:39                                        |
| 16.                                         | „Girlfriend‟ (japonska različica)           | Lavigne, Gottwald                           | 3:37                                        |
| 17.                                         | „Girlfriend‟ (Dr. Lukeov remix z Lil' Mamo) | Lavigne, Gottwald                           | 3:24                                        |

| Omejena izdaja z dodatnim DVD-jem | Omejena izdaja z dodatnim DVD-jem                         | Omejena izdaja z dodatnim DVD-jem |
| Št.                               | Naslov                                                    | Dolžina                           |
| --------------------------------- | --------------------------------------------------------- | --------------------------------- |
| 1.                                | „Everything Back But You‟ (v živo iz arene Orange Lounge) |                                   |
| 2.                                | „Girlfriend‟ (v živo iz arene Orange Lounge)              |                                   |
| 3.                                | „Hot‟ (v živo iz arene Orange Lounge)                     |                                   |
| 4.                                | „When You're Gone‟ (v živo iz arene Orange Lounge)        |                                   |
| 5.                                | „Girlfriend‟ (videospot)                                  |                                   |
| 6.                                | „When You're Gone‟ (videospot)                            |                                   |
| 7.                                | „Hot‟ (videospot)                                         |                                   |
| 8.                                | „Girlfriend (Dr. Lukeov remix z Lil' Mamo)‟ (videospot)   |                                   |

| Razširjena izdaja z dodatnim DVD-jem | Razširjena izdaja z dodatnim DVD-jem | Razširjena izdaja z dodatnim DVD-jem |
| Št.                                  | Naslov                               | Dolžina                              |
| ------------------------------------ | ------------------------------------ | ------------------------------------ |
| 1.                                   | „Snemanje: The Best Damn Thing‟      |                                      |
| 2.                                   | „Galerija fotografij‟                |                                      |

## Ostali ustvarjalci
- Lukasz Gottwald - producent, klavir, kitara, bas kitara, električni sintetizator in dodatna tolkala na 1., 2., 3., 7., 9. in 12. pesmi
- Steve Wolf - bobni in dodatna tolkala na 1., 7. in 12. pesmi
- Travis Barker - bobni na 2., 3. in 9. pesmi
- Josh Freese - bobni na 4. in 5. pesmi
- Butch Walker - producent, akustična & električna kitara, bas kitara, spremljevalni vokali in tolkala na 4., 5. in 6. pesmi
- Deryck Whibley - producent, električna kitara in bas kitara na 4., 10. in 11. pesmi
- Dan Chase - elektronski sintetizator na 4. pesmi
- Kenny Aronoff - bobni na 6. pesmi
- Rob Cavallo - producent 8. pesmi
- Matt Beckley - producent (dodatna produkcija) 1., 2., 3., 7., 9. in 12. pesmi ter inženir 1., 3., 7. in 9. pesmi
- Jamie Muhoberac - elektronski sintetizator & klavir na 8. pesmi
- Tim Pierce - kitara na 8. pesmi
- Greg Suran - kitara na 8. pesmi
- Paul Bushaell - bas kitara na 8. pesmi
- Abe Laboriel, ml. - bobni na 8. pesmi
- Steve Jocz - bobni na 10. in 11. pesmi
- Chris Chaney - bas kitara na 11. pesmi
- Larry Corbett - čelo na 12. pesmi
- Cyan Wilson - viola na 12. pesmi

## Zgodovina izidov
| Datum          | Regija                  | Založba                  |
| -------------- | ----------------------- | ------------------------ |
| 13. april 2007 | Belgija                 | RCA Records/Sony BMG     |
| 13. april 2007 | Nemčija                 | RCA Records/Sony BMG     |
| 13. april 2007 | Italija                 | RCA Records/Sony BMG     |
| 13. april 2007 | Nizozemska              | RCA Records/Sony BMG     |
| 13. april 2007 | Irska                   | RCA Records/Sony BMG     |
| 14. april 2007 | Avstralija              | RCA Records/Sony BMG     |
| 14. april 2007 | Nova Zelandija          | RCA Records/Sony BMG     |
| 15. april 2007 | Srednji vzhod           | RCA Records/Sony BMG     |
| 15. april 2007 | Južna Afrika            | RCA Records/Sony BMG     |
| 16. april 2007 | Brazilija               | RCA Records/Sony BMG     |
| 16. april 2007 | Francija                | RCA Records/Sony BMG     |
| 16. april 2007 | Hongkong                | RCA Records/Sony BMG     |
| 16. april 2007 | Indonezija              | RCA Records/Sony BMG     |
| 16. april 2007 | Malezija                | RCA Records/Sony BMG     |
| 16. april 2007 | Filipini                | RCA Records/Sony BMG     |
| 16. april 2007 | Poljska                 | RCA Records/Sony BMG     |
| 16. april 2007 | Rusija                  | RCA Records/Sony BMG     |
| 16. april 2007 | Singapur                | RCA Records/Sony BMG     |
| 16. april 2007 | Velika Britanija        | RCA Records/Sony BMG     |
| 17. april 2007 | Argentina               | Sony BMG                 |
| 17. april 2007 | Kanada                  | Sony BMG                 |
| 17. april 2007 | Finska                  | Sony BMG                 |
| 17. april 2007 | Grčija                  | Sony BMG                 |
| 17. april 2007 | Mehika                  | Sony BMG                 |
| 17. april 2007 | Španija                 | Sony BMG                 |
| 17. april 2007 | Tajska                  | Sony BMG                 |
| 17. april 2007 | Združene države Amerike | RCA Records/Sony BMG     |
| 17. april 2007 | Venezuela               | Sony Music Entertainment |
| 18. april 2007 | Japonska                | Sony Music Japan         |
| 18. april 2007 | Norveška                | Sony Music Entertainment |
| 18. april 2007 | Švedska                 | Sony Music Entertainment |

## Dosežki in certifikacije

### Dosežki
| Chart (2007)                                           | Peak position |
| ------------------------------------------------------ | ------------- |
| Avstralija (ARIA Charts)                               | 2             |
| Avstrija (Ö3 Austria Top 40)                           | 1             |
| Belgija (Flandrija; Ultratop 50)                       | 9             |
| Belgija (Valonija; Ultratop 40)                        | 4             |
| Kanada (Canadian Albums Chart)                         | 1             |
| Danska (IFPI)                                          | 5             |
| Nizozemska (MegaCharts)                                | 8             |
| Finska (YLE)                                           | 8             |
| Francija (SNEP)                                        | 3             |
| Nemčija (Media Control Charts)                         | 1             |
| Grčija (IFPI)                                          | 1             |
| Irska (IRMA)                                           | 1             |
| Italija (FIMI)                                         | 1             |
| Japonska (Oricon)                                      | 1             |
| Makedonija (Macedonian Albums Top 40)                  | 5             |
| Mehika (AMPROFON)                                      | 2             |
| Mehika (Top 100 Mexico)                                | 1             |
| Nizozemska (MegaCharts)                                | 1             |
| Nova Zelandija (RIANZ)                                 | 2             |
| Norveška (VG-lista)                                    | 18            |
| Poljska (OLIS)                                         | 4             |
| Portugalska (Portugal Albums Chart)                    | 9             |
| Španija (Spain Albums Chart)                           | 2             |
| Švedska (Sverigetopplistan)                            | 6             |
| Švica (Hit parade Top 100 Album)                       | 1             |
| Združeno kraljestvo (UK Albums Chart)                  | 1             |
| Združene države Amerike (Billboard 200)                | 1             |
| Združene države Amerike (Billboard Alternative Albums) | 6             |
| Lestvice ob koncu leta (2007)                          | Dosežek       |
| Nemčija (German Albums Chart)                          | 20            |

|

### Prodaja in certifikacije
| Država                         | Certifikacija | Prodaja    |
| ------------------------------ | ------------- | ---------- |
| Argentina (CAPIF)              | Zlata         | 20.000+    |
| Australia (ARIA)               | 2× platinasta | 140.000+   |
| Avstrija                       | Platinasta    | 20.000+    |
| Belgija                        | Zlata         | 15.000+    |
| Brazilija (ABPD)               | Platinasta    | 100.000+   |
| Kanada                         | 2x Platinum   | 279.000+   |
| Kolumbija                      | 3x platinasta | 65.000+    |
| Danska                         | Zlata         | 10.000+    |
| Nizozemska                     | Zlata         | 30.000+    |
| Finska                         | Zlata         | 15.000+    |
| Francija                       | Zlata         | 151.900+   |
| Nemčija (IFPI)                 | Zlata         | 100.000+   |
| Grčija (IFPI)                  | Platinasta    | 36.000+    |
| Madžarska (MAHASZ)             | Platinasta    | 10.000+    |
| Hongkong                       | Zlata         | 7.500+     |
| Indonezija (LIMA)              | Platinasta    | 210.000+   |
| Evropa (IFPI)                  | Platinasta    | 1.270.000+ |
| Irska (IRMA)                   | 2x platinasta | 30.000+    |
| Italija (FIMI)                 | 3x platinasta | 200.000+   |
| Japonska (RIAJ)                | Diamantna     | 1.100.000+ |
| Mehika (AMPROFON)              | Platinasta    | 150.000+   |
| Nova Zelandija (RIANZ)         | Platinasta    | 15.000+    |
| Filipini (PARI)                | 3x platinasta | 50.000+    |
| Poljska (Zpav/Olis)            | Zlata         | 10.000+    |
| Portugalska                    | Zlata         | 10.000+    |
| Rusija                         | 4× platinasta | 80.000+    |
| Singapur                       | 3x platinasta | 36.000+    |
| Južna Afrika                   | Platinasta    | 80.000+    |
| Južna Koreja (RIAK)            | 3x platinasta | 30.000+    |
| Spain                          | Zlata         | 40.000+    |
| Sweden                         | Zlata         | 20.000+    |
| Švica                          | Platinasta    | 30.000+    |
| Taiwan (G-Music/Five Music)    | 2x platinasta | 40.000+    |
| Velika Britanija (BPI)         | Platinasta    | 500.000+   |
| Združene države Amerike (RIAA) | Platinasta    | 1.600.000+ |

|}

### Ostali pomembnejši dosežki
| Predhodnik: Now 24 od več izvajalcev              | Prvo mesto na lestvici Billboard 200 29. april 2007 – 12. maj 2007        | Naslednik: Because of You od Ne-Ya                     |
| Predhodnik: Because of the Times od Kings of Leon | Prvo mesto na britanski glasbeni lestvici 22. april 2007 – 28. april 2007 | Naslednik: Favourite Worst Nightmare od Arctic Monkeys |
| Predhodnik: Cartoon KAT-TUN II You od KAT-TUNa    | Prvo mesto na japonski glasbeni lestvici 25. april 2007 – 2. maj 2007     | Naslednik: The Best of mihimaru GT od mihimaru GT-ja   |

## Nagrade
| Leto | Nagrada                      | Kategorija               | Osvojila? |
| ---- | ---------------------------- | ------------------------ | --------- |
| 2007 | MTV Europe Music Awards      | Album leta               | Ne        |
| 2007 | Paja Awards                  | Album leta               | Ne        |
| 2007 | PortalMix.com (Španija)      | Mednarodni album leta    | Da        |
| 2007 | Premios Oye! Awards          | Večje angleško delo leta | Ne        |
| 2008 | Juno Awards                  | Album leta               | Ne        |
| 2008 | MTV Video Music Awards Japan | Najboljši album leta     | Ne        |
| 2008 | Japan Golden Disc Awards     | Album leta               | Da        |
| 2008 | Japan Golden Disc Awards     | 3 najboljši albumi       | Da        |
| 2008 | Gold Disc Hong Kong Awards   | 10 najboljših albumov    | Da        |